# Festival Diều Quốc tế Vũng Tàu
Festival Diều Quốc tế Vũng Tàu là sự kiện lễ hội diễn ra hàng năm tại thành phố Vũng Tàu, tỉnh Bà Rịa – Vũng Tàu, Việt Nam từ năm 2009. Đây là lễ hội thả diều có quy mô lớn nhất Việt Nam, quy tụ sự tham gia của nhiều câu lạc bộ và hiệp hội chơi diều từ các nước trên thế giới. Lễ hội tập hợp những con diều độc đáo và đa dạng về màu sắc lẫn kích cỡ và phong cách. Ngoài tính chất là môn thể thao đậm chất văn hóa, đây còn là chương trình nhằm thu hút khách du lịch trong và ngoài nước của địa phương. Tại lễ hội đầy màu sắc, các quốc gia tham dự đưa ra những cánh diều mang phong cách truyền thống riêng. Trong đó, Việt Nam đem đến những cánh diều Huế mang sắc thái cung đình như rồng, phượng; diều sáo của miền Bắc, các loại diều hiện đại theo nguyên lý khí động học hay những con diều độc đáo có hình sinh vật đặc trưng của biển.

## Festival Diều Quốc tế Vũng Tàu 2009
Festival 2009 bắt đầu từ ngày 26 và kết thúc vào ngày 30 tháng 3, mang chủ đề "Biển rộng cánh diều". Lễ hội các đoàn tham gia đến từ 15 quốc gia bao gồm Mỹ, Pháp, Đức, Úc, Philippines, New Zealand, Canada và các quốc gia khu vực như Đài Loan, Indonesia, Ấn Độ... Hai địa điểm chính cho sự kiện này là bãi biển  trung tâm Vũng Tàu và khu du lịch Hồ Tràm.

## Festival Diều Quốc tế Vũng Tàu 2010
Festival 2010 diễn ra từ ngày 25 đến 29 tháng 3 tại khu du lịch Biển Đông với chủ đề "Huyền thoại ngàn năm". Lễ hội có sự tham gia của 69 nghệ nhân diều quốc tế đến từ 24 quốc gia và vùng lãnh thổ cùng 70 nghệ nhân diều trong nước, thu hút hàng chục ngàn du khách đến xem.
Riêng ngày 26 tháng 3 sự kiện liên hoan diều Đông Nam Bộ. Liên hoan có có sự tham gia 100 con diều nghệ thuật cùng 900 diều phổ thông do các học sinh và sinh viên thả nhân kỷ niệm 1.000 năm Thăng Long-Hà Nội.

## Festival Diều Quốc tế Vũng Tàu 2011
Festival lần 3 năm 2011 mang chủ đề "Chung một bầu trời" diễn ra từ ngày 8 đến 10 tháng 4 tại hội trường Intourco Resort, với sự tham gia của 120 nghệ nhân đến từ 25 quốc gia và vùng lãnh thổ. Nội dung festival bao gồm nhiều màn trình diễn diều từ truyền thống đến hiện đại và nhiều hoạt động khác như: xác lập kỷ lục thiết kế mới lạ, biểu diễn diều lượn; trình diễn diều Rokkaku (diều lục giác của Nhật Bản)... Đây cũng là dịp tuyển chọn đội diều truyền thống Việt Nam tham dự Festival Diều Quốc tế Pháp vào tháng 9 năm 2012.

## Festival Diều Quốc tế Vũng Tàu 2012
Festival lần 4 năm 2012 mang chủ đế "vũ điệu hòa bình" diễn ra từ ngày 30 tháng 3 đến ngày 02 tháng 4 tại sân golf Paradise và dọc bãi tắm Thùy Vân (Vungtau Intourco resort, Khu du lịch (KDL) Biển Đông, Chợ du lịch), với sự tham gia của hơn 17 quốc gia. Dự kiến, Liên hoan sẽ qui tụ 60 - 80 nghệ nhân diều quốc tế của 25 Quốc gia và vùng lãnh thổ của 5 châu lục cùng 80 - 100 nghệ nhân diều trong nước cùng những con diều với nhiều chủng loại, kích cỡ, hình dáng mang đậm bản sắc văn hóa của từng quốc gia, dân tộc; nét đặc trưng tiêu biểu, tính độc đáo về sáng tạo kỹ thuật, biểu diễn có tính nghệ thuật của các nghệ nhân chơi diều và chế tạo diều….